# Algernon Seymour, VII duca di Somerset
Algernon Seymour (11 novembre 1684 – 7 febbraio 1750) è stato un militare, politico e proprietario terriero britannico.

## Biografia
Algernon era l'unico figlio di Charles Seymour e della ricca ereditiera Elizabeth Percy, a sua volta unica figlia di Josceline Percy ultimo conte di Northumberland.
Come molti membri della sua famiglia prima di lui, l'allora giovane duca ereditario decise di intraprendere la carriera politica e venne eletto membro del parlamento per la circoscrizione di Marlborough nel 1705, carica che mantenne fino al 1708; rappresentò poi il Northumberland fino al 1722. Tra le cariche pubbliche che gli vennero conferite vi fu quella di Lord luogotenente del Sussex dal 1706 al 1750 e di Custos Rotulorum del Wiltshire dal 1726 al 1750. Dal 1740 al 1750 fu inoltre colonnello delle Royal Horse Guards, noto anche coi nomi di "Seymour's / Earl of Hertford's / Duke of Somerset's Regiment".
Nel 1737 venne nominato governatore di Minorca, ruolo che mantenne fino al 1742; successivamente assunse quello di governatore del Guernsey fino al 1750.
Nel 1748 ereditò dal padre il ducato di Somerset e venne creato barone Warkworth del Castello di Warkworth nella contea di Northumberland e conte di Northumberland; il resto dei titoli venne assegnato a suo genero, Sir Hugh Smithson, con l'intenzione di far ereditare la maggior parte delle proprietà dei Percy ai suoi discendenti.
Algernon venne inoltre creato Barone di Cockermouth, nella contea di Cumberland, e conte di Egremont, con intenzione di far ereditare poi questi titoli a suo nipote Sir Charles Wyndham.
Il ducato di Somerset fu uno dei più ricchi possedimenti terrieri d'Inghilterra; tuttavia morendo Algernon senza eredi maschi, titoli e terre vennero divise: il titolo ducale passò ad un suo lontano cugino Edward Seymour, la contea di Northumberland e la maggior parte delle proprietà dei Percy andarono a sua figlia e al di lei marito. Petworth nel Sussex passò al nipote Charles Wyndham. I successivi duchi di Somerset vissero a Maiden Bradley, una proprietà molto più modesta rispetto a quelle menzionate.

## Matrimonio e figli
Nel 1713 sposò Frances Thynne, figlia di Henry Thynne (1675–1708) e nipote di Thomas Thynne, I visconte Weymouth. Dall'unione nacquero due figli:
- George Seymour (11 settembre 1725 - 11 settembre 1744), visconte Beauchamp che morì diciannovenne prima del padre lasciando la sorella unica erede legittima del ducato;
- Elizabeth Seymour (1730 - 5 dicembre 1776), che sposò Hugh Smithson divenuto in seguito duca di Northumberland.

## Ascendenza
|                                                  |                                           |                                             | Genitori                                    |  |  | Nonni |  |  | Bisnonni                           |  |  | Trisnonni                           |  |
|                                                  |                                           |                                             |                                             |  |  |       |  |  | Edward Seymour, visconte Beauchamp |  |  | Edward Seymour, I conte di Hertford |  |
|                                                  |                                           |                                             |                                             |  |  |       |  |  | Edward Seymour, visconte Beauchamp |  |  | Edward Seymour, I conte di Hertford |  |
|                                                  |                                           | Catherine Grey                              |                                             |  |  |       |  |  | Edward Seymour, visconte Beauchamp |  |  |                                     |  |
| Charles Seymour, II barone Seymour di Trowbridge |                                           |                                             |                                             |  |  |       |  |  | Edward Seymour, visconte Beauchamp |  |  |                                     |  |
|                                                  |                                           | Honora Rogers                               | Richard Rogers                              |  |  |       |  |  |                                    |  |  |                                     |  |
|                                                  |                                           | Honora Rogers                               | Richard Rogers                              |  |  |       |  |  |                                    |  |  |                                     |  |
|                                                  |                                           | Honora Rogers                               | Cecilia Luttrell                            |  |  |       |  |  |                                    |  |  |                                     |  |
| Charles Seymour, VI duca di Somerset             |                                           | Honora Rogers                               |                                             |  |  |       |  |  |                                    |  |  |                                     |  |
|                                                  |                                           | William Alington, I barone Alington         | Giles Alington                              |  |  |       |  |  |                                    |  |  |                                     |  |
|                                                  |                                           | William Alington, I barone Alington         | Giles Alington                              |  |  |       |  |  |                                    |  |  |                                     |  |
|                                                  |                                           | William Alington, I barone Alington         | Dorothy Cecil                               |  |  |       |  |  |                                    |  |  |                                     |  |
| Elizabeth Alington                               |                                           | William Alington, I barone Alington         |                                             |  |  |       |  |  |                                    |  |  |                                     |  |
|                                                  |                                           | Elizabeth Tollemache                        | Lionel Tollemache, II baronetto             |  |  |       |  |  |                                    |  |  |                                     |  |
|                                                  |                                           | Elizabeth Tollemache                        | Lionel Tollemache, II baronetto             |  |  |       |  |  |                                    |  |  |                                     |  |
|                                                  |                                           | Elizabeth Tollemache                        | Elizabeth Stanhope                          |  |  |       |  |  |                                    |  |  |                                     |  |
| Algernon Seymour, VII duca di Somerset           |                                           | Elizabeth Tollemache                        |                                             |  |  |       |  |  |                                    |  |  |                                     |  |
|                                                  | Algernon Percy, X conte di Northumberland | Henry Percy, IX conte di Northumberland     |                                             |  |  |       |  |  |                                    |  |  |                                     |  |
|                                                  | Algernon Percy, X conte di Northumberland | Henry Percy, IX conte di Northumberland     |                                             |  |  |       |  |  |                                    |  |  |                                     |  |
|                                                  | Algernon Percy, X conte di Northumberland | Dorothy Devereux                            |                                             |  |  |       |  |  |                                    |  |  |                                     |  |
| Josceline Percy, XI conte di Northumberland      | Algernon Percy, X conte di Northumberland |                                             |                                             |  |  |       |  |  |                                    |  |  |                                     |  |
|                                                  |                                           | Elizabeth Howard                            | Theophilus Howard, II conte di Suffolk      |  |  |       |  |  |                                    |  |  |                                     |  |
|                                                  |                                           | Elizabeth Howard                            | Theophilus Howard, II conte di Suffolk      |  |  |       |  |  |                                    |  |  |                                     |  |
|                                                  |                                           | Elizabeth Howard                            | Elizabeth Home                              |  |  |       |  |  |                                    |  |  |                                     |  |
| Elizabeth Percy, baronessa Percy                 |                                           | Elizabeth Howard                            |                                             |  |  |       |  |  |                                    |  |  |                                     |  |
|                                                  |                                           | Thomas Wriothesley, IV conte di Southampton | Henry Wriothesley, III conte di Southampton |  |  |       |  |  |                                    |  |  |                                     |  |
|                                                  |                                           | Thomas Wriothesley, IV conte di Southampton | Henry Wriothesley, III conte di Southampton |  |  |       |  |  |                                    |  |  |                                     |  |
|                                                  |                                           | Thomas Wriothesley, IV conte di Southampton | Elizabeth Vernon                            |  |  |       |  |  |                                    |  |  |                                     |  |
| Elizabeth Wriothesley                            |                                           | Thomas Wriothesley, IV conte di Southampton |                                             |  |  |       |  |  |                                    |  |  |                                     |  |
|                                                  |                                           | Elizabeth Leigh                             | Francis Leigh, I conte di Chichester        |  |  |       |  |  |                                    |  |  |                                     |  |
|                                                  |                                           | Elizabeth Leigh                             | Francis Leigh, I conte di Chichester        |  |  |       |  |  |                                    |  |  |                                     |  |
|                                                  |                                           | Elizabeth Leigh                             | Audrey Boteler                              |  |  |       |  |  |                                    |  |  |                                     |  |
|                                                  |                                           | Elizabeth Leigh                             |                                             |  |  |       |  |  |                                    |  |  |                                     |  |